# Koos Kok

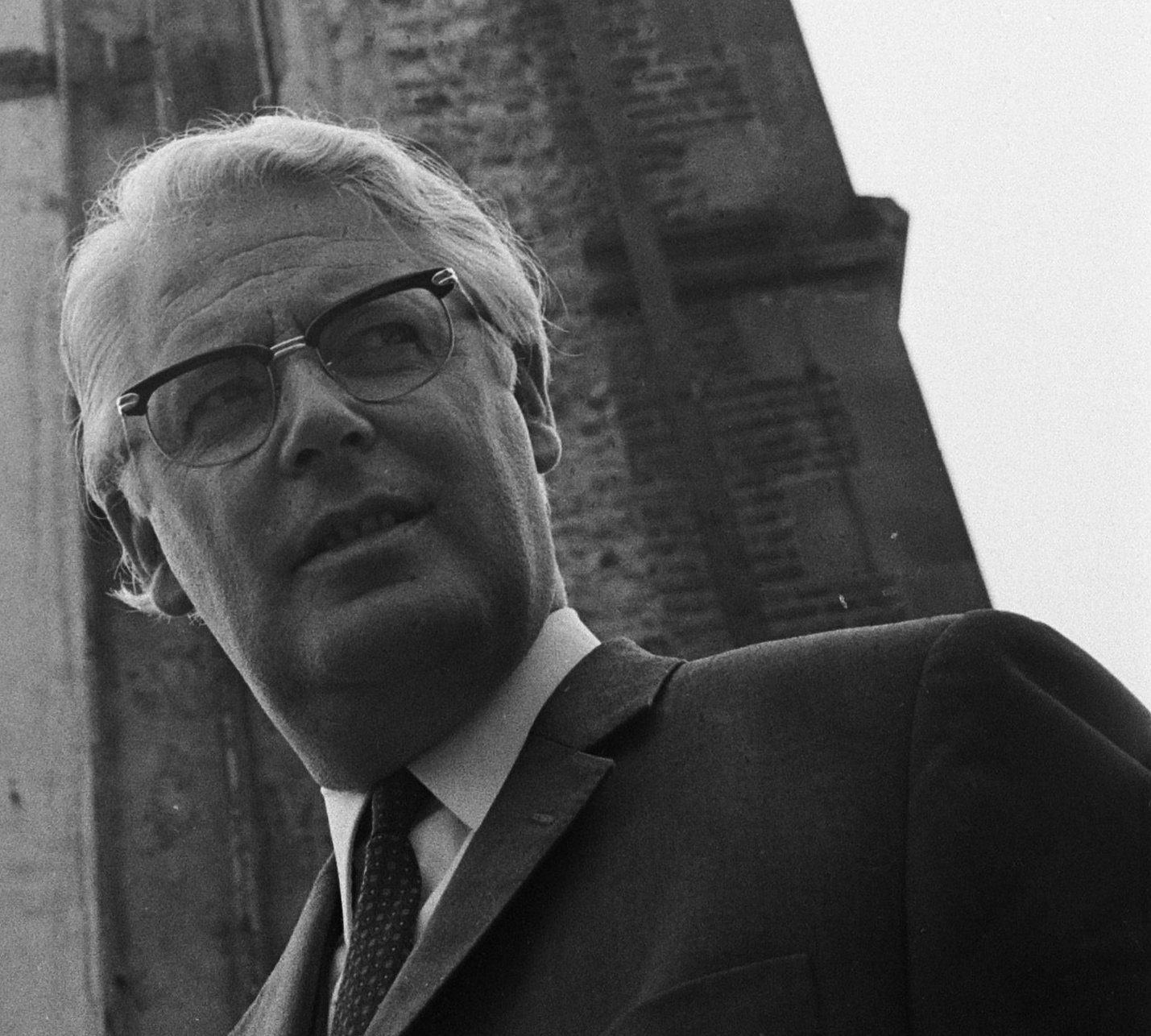
Burgemeester J.H. Kok (1972)

Jacob Hermanus (Koos) Kok (6 augustus 1923 – 10 november 2012) was een Nederlands politicus van de KVP en later het CDA.
Hij werd in 1955 hoofdcommies bij de gemeentesecretarie van Ouder-Amstel. Hij was daar chef van de afdeling algemene zaken toen hij in augustus 1961 benoemd werd tot burgemeester van Oudorp. In maart 1968 volgde zijn benoeming tot burgemeester van de gemeente Edam dat in 1975 hernoemd werd in de gemeente Edam-Volendam. In de zomer van 1977 werd Kok de burgemeester van Heemskerk. Eind 1981 ging hij met ziekteverlof en in 1982 volgde ontslag toen de ernstige vermoeidheidsproblemen aanhielden. Eind 2012 overleed hij op 89-jarige leeftijd.